# Aston Martin DB2
Aston Martin DB2 – samochód sportowy produkowany przez firmę Aston Martin w latach 1950−1954. Dostępny jako 2-drzwiowy kabriolet oraz 2-drzwiowe coupé. Do napędu użyto benzynowego silnika R6 o pojemności 2,6 litra. Moc przenoszona była na oś tylną poprzez 4-biegową manualną skrzynię biegów. Samochód ten jest następcą modelu Aston Martin DB1. Powstało 411 egzemplarzy.

## Dane techniczne

### Silnik
- R6 2,6 l (2579 cm³), 2 zawory na cylinder, DOHC[1]
- Układ zasilania: dwa gaźniki SU[1]
- Średnica cylindra × skok tłoka: 76,00 mm × 89,00 mm[1]
- Stopień sprężania: 6,5:1
- Moc maksymalna: 125 KM (78 kW) przy 5000 obr./min[1]
- Maksymalny moment obrotowy: 169 N•m przy 3100 obr./min

### Osiągi
- Przyspieszenie 0-80 km/h: 9,9 s
- Przyspieszenie 0-100 km/h: 12,4 s
- Prędkość maksymalna: 185 km/h[1]

## Galeria

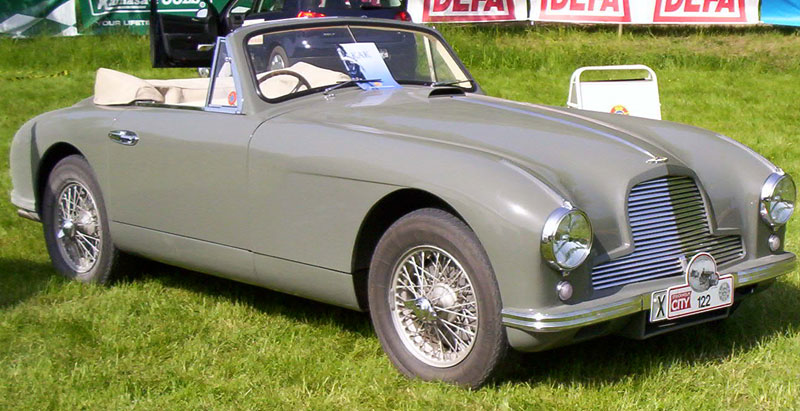
1951 DB2 Drophead Coupé
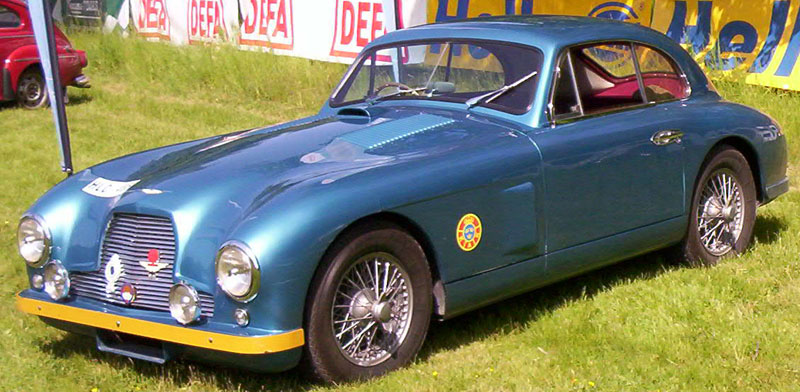
1951 DB2 Coupé
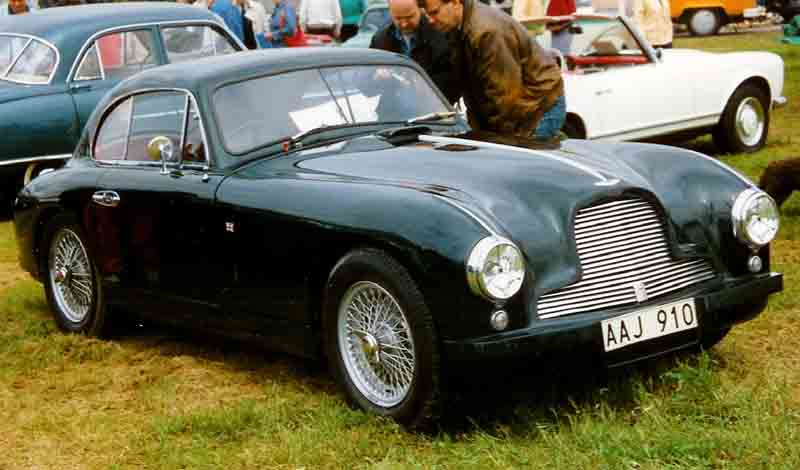
1952 DB2 Coupé
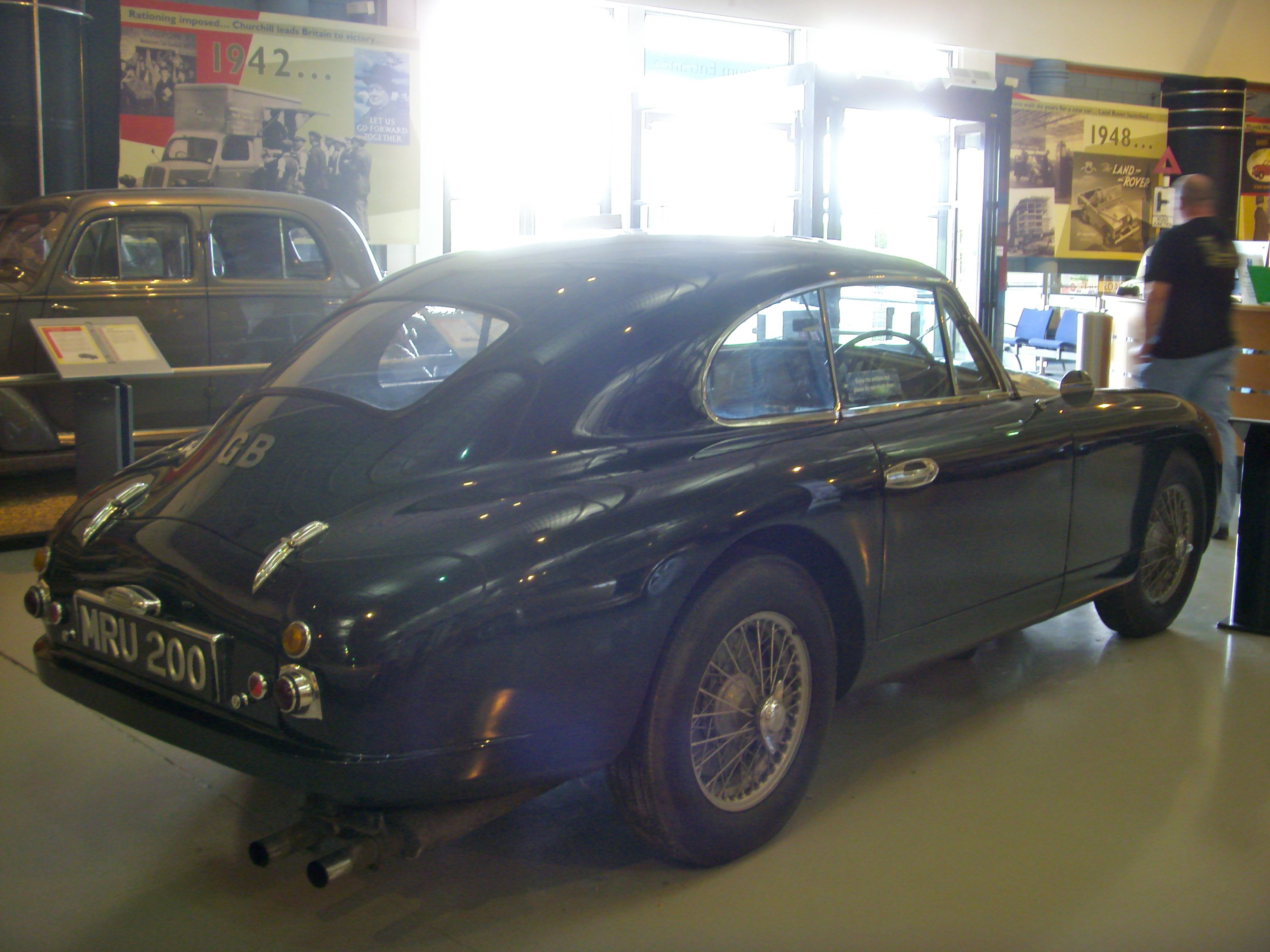
Tył '52 Astona Martina DB2 Coupé